# Francisco Salamone
Francesco Salamone (Leonforte, 5 de junio de 1897-Buenos Aires, 8 de agosto de 1959), conocido en español como Francisco Salamone, fue un arquitecto e ingeniero ítalo-argentino. Emigró siendo un niño hacia la Argentina. Allí, en apenas cuatro años, entre 1936 y 1940, construyó más de sesenta edificios en veinticinco municipios de la provincia de Buenos Aires.

## Nacimiento, familia y educación
Nacido en la localidad siciliana de Leonforte, fue uno de los cinco hijos del matrimonio del arquitecto Salvatore Salamone y Antonia D'Anna. Francisco llegó a Argentina de niño junto a su familia, entre los años 1903 y 1906.
Decidió seguir los pasos de su padre en el oficio de la construcción e ingresó en el colegio Otto Krause de Buenos Aires, donde se graduó con el título de maestro mayor de obras. Posteriormente inició estudios en la Universidad Nacional de La Plata, primero, y en la Universidad de Córdoba después. En 1920, egresó con los títulos de arquitecto e ingeniero civil. En 1919 obtuvo dos medallas como reconocimiento a sus diseños en exposiciones de Milán y Barcelona.
En 1928 se casó con Adolfina Croft, de ascendencia austríaca, con quien tuvo cuatro hijos: Ricardo, Roberto, Ana María y Stella Maris.

## Obra profesional
Los primeros trabajos de Salamone como arquitecto e ingeniero —viviendas particulares y construcciones menores— comenzaron en la década de 1920 en la provincia de Córdoba. Al mismo tiempo, incursionó brevemente en la política en 1923, perdiendo las elecciones internas de la Unión Cívica Radical para representar al departamento Punilla en el senado provincial.
En el año 1934 inició las obras de la municipalidad de Las Varillas, terminada en el año 1936.También trabajó en Villa María haciendo allí una obra de pavimentación, un matadero, parque del cementerio, algunas plazas (como la denominada Centenario). Todas estas obras fueron realizadas en una intendencia a la que se le endilgaron hechos de corrupción. Salamone se fue de la ciudad sin terminar algunos de sus trabajos (por ejemplo el matadero, que tuvo varias deficiencias), en tanto que obras como el asfaltado de calles no resistió los primeros embates del clima.
Luego se fue a trabajar a la provincia de Buenos Aires. Allí, con el comienzo de la modernización de la obra pública de los municipios del interior, durante el Gobierno del Dr. Manuel Fresco (1936-1940). La ley 4017 de Bonos de Obras Públicas fue el instrumento que posibilitó la concreción de esas obras. Los municipios que no contaban con equipos técnicos podían contratar profesionales y empresas constructoras para la ejecución de sus obras públicas mediante el llamado a licitación. En este marco, Salamone apareció dirigiendo y proyectando, junto a otros destacados arquitectos, edificios municipales, plazas, portales de cementerios, etc. Durante esta etapa de modernización, organizó una estructura técnica-administrativa, ganando muchas de las licitaciones. En su mayoría, los municipios encomendaron a Salamone la tarea de construir distintos edificios públicos, dándole carta blanca para sus proyectos. La idea fue fomentar el crecimiento de los pequeños pueblos y ciudades  del interior. Salamone llegó a construir más de 60 grandes obras en pocos años, y otras tantas obras menores. 
La obra de Salamone tuvo el claro objetivo de lograr una arquitectura para un Estado fuerte y presente en los momentos importantes de la vida de los bonaerenses. Su característica principal es el monumentalismo, estilo muy en boga en la década de 1930. La espectacularidad es un rasgo distintivo de sus construcciones, que llegaban a elevarse a unos treinta metros, en comparación con el entorno urbanístico que las rodeaba, que generalmente no superaba los cinco metros de altura. La arquitectura de Salamone nada tenía que ver con el contexto en que erigió sus edificios por lo que tuvo un fuerte impacto en el urbanismo provincial.
Su trabajo se caracterizó por tres tipos de construcciones principales: municipalidades, portales de cementerios y mataderos. También realizó plazas, pórticos, mobiliario urbano y de interior de los palacios municipales, veredas y luminarias para mantener la coherencia de su estilo monumental. 
- Los palacios municipales, cuyas características principales son el monumentalismo y las torres que simbolizan la avanzada de la «civilización» sobre la «barbarie» o el «desierto». Sobresalen como originales y emblemáticos los palacios municipales de Carhué, Guaminí, Pellegrini, Rauch, Tornquist, Puán, Alberti, Laprida, Adolfo Gonzales Chaves, Vedia y Coronel Pringles. El palacio municipal de Carhué, su obra municipal más importante, que fue inaugurado el 3 de diciembre de 1938, y combina tres estilos elegantemente: art decó, futurismo italiano y funcionalismo inspirado en la escuela de la Bauhaus, fue declarado “mmonumento arquitectónico municipal”.

- Los cementerios se caracterizan también por su monumentalidad y enormes portales que simbolizan el cuerpo humano reintegrándose a la tierra. Suelen ser obras integrales y no solo pórticos. Son especialmente impactantes los que edificó en las ciudades de Azul, con el arcángel san Gabriel representado como un gran ángel de la muerte custodiando la entrada y la gigantesca sigla RIP realizados en cemento; y Saldungaray, donde aparece el Cristo crucificado en un frente circular y el que realizó para la localidad de Laprida, una enorme cruz, con un cristo de cuerpo entero, que es la segunda obra religiosa más alta de Sudamérica, después del Cristo Redentor de Río de Janeiro, Brasil.

- Los mataderos fueron obras funcionales en su representación arquitectónica. Uno de los principales exponentes es el de Coronel Pringles, cuya torre simboliza la hoja de una cuchilla.

En 1943, se realizó un juicio que vinculaba a Salamone con una pavimentación en la ciudad de Tucumán que lo obligó a trasladarse a Uruguay por recomendacion de su abogado hasta que se aclarara la situación. En 1945 regresó a Buenos Aires luego de ganar el pleito al Estado por la falta de pago de sus honorarios. Luego de que los cargos fueran retirados y su buen nombre reivindicado, volvió a la Argentina donde dirigió múltiples obras de pavimentación urbana proyectando dos edificios de estilo racionalista y una vivienda particular.

## Fallecimiento
Francisco Salamone falleció el 8 de agosto de 1959 dejando una herencia arquitectónica monumental en la región de la pampa húmeda argentina. Sus restos descansan en el cementerio Jardín de Paz, de Pilar.

## Revalorización
Luego de muchos años, la obra del arquitecto Salamone está siendo reconsiderada, valorizada y citada por parte de la prensa especializada, estudios de arquitectura, urbanismo e ingeniería. También varias muestras de fotografía se encuentran ocupadas en preservar su labor. Ello lleva a que los municipios aprecien nuevamente su trabajo lo que invita a que en plan turístico la gente se acerque a conocerlo. En 2001 sus trabajos fueron declarados por el Estado como «patrimonio cultural de la provincia de Buenos Aires» y en 2014 muchas de sus obras se clasificaron como «monumentos históricos nacionales» y «bienes de interés histórico y artístico nacionales».

## Obras

### Edificios municipales

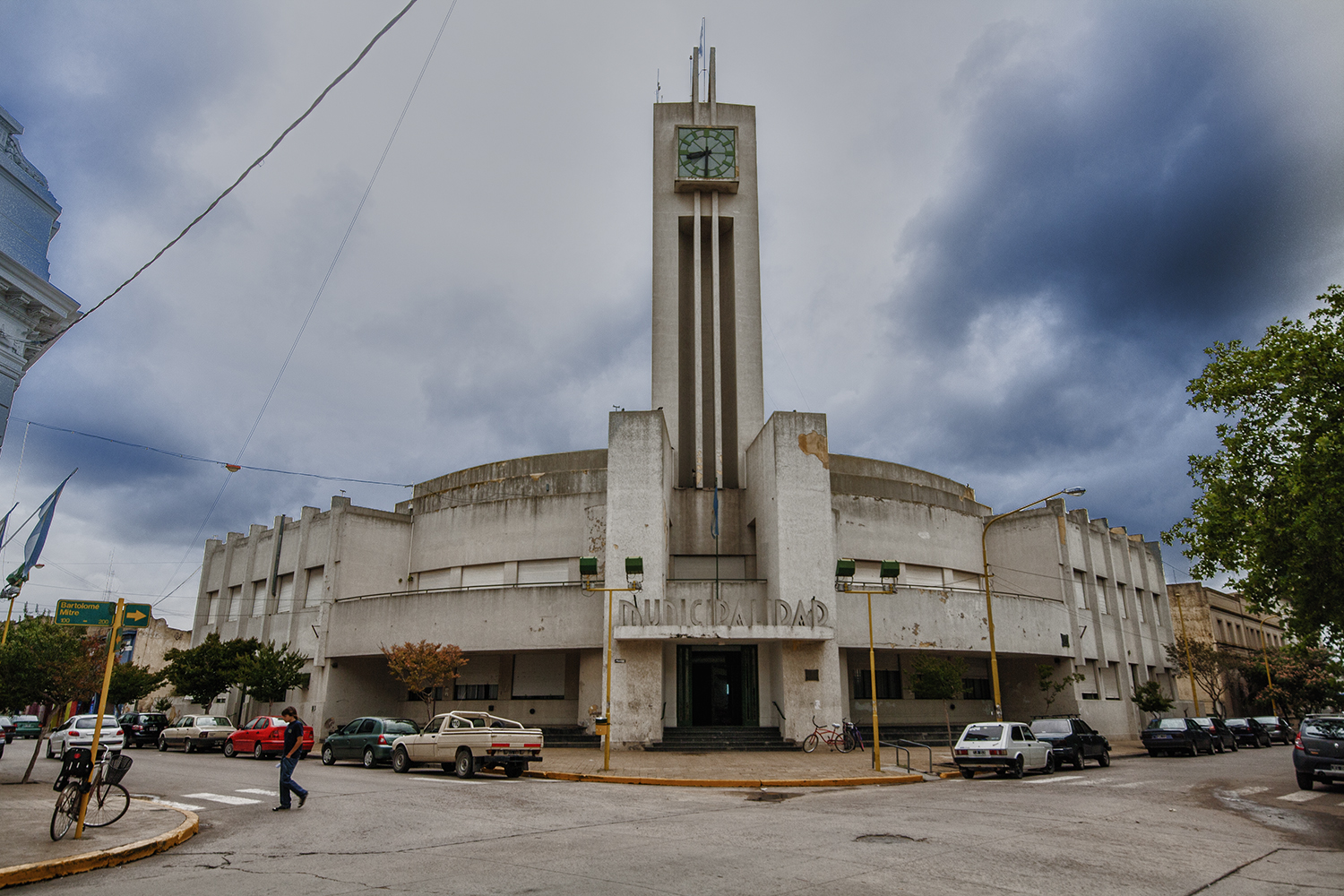
Municipalidad de Adolfo Gonzales Chaves
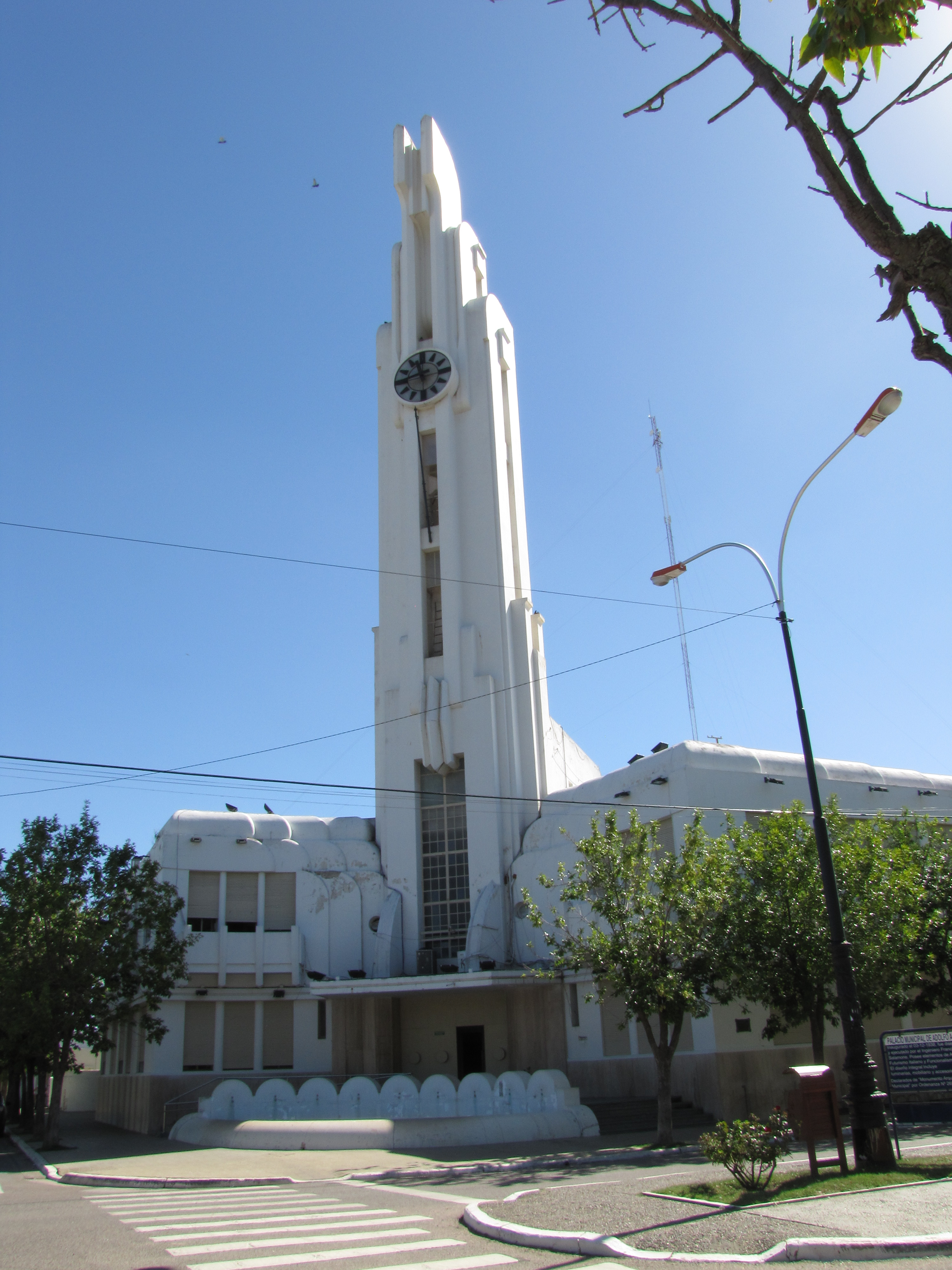
Municipalidad de Adolfo Alsina, Carhué
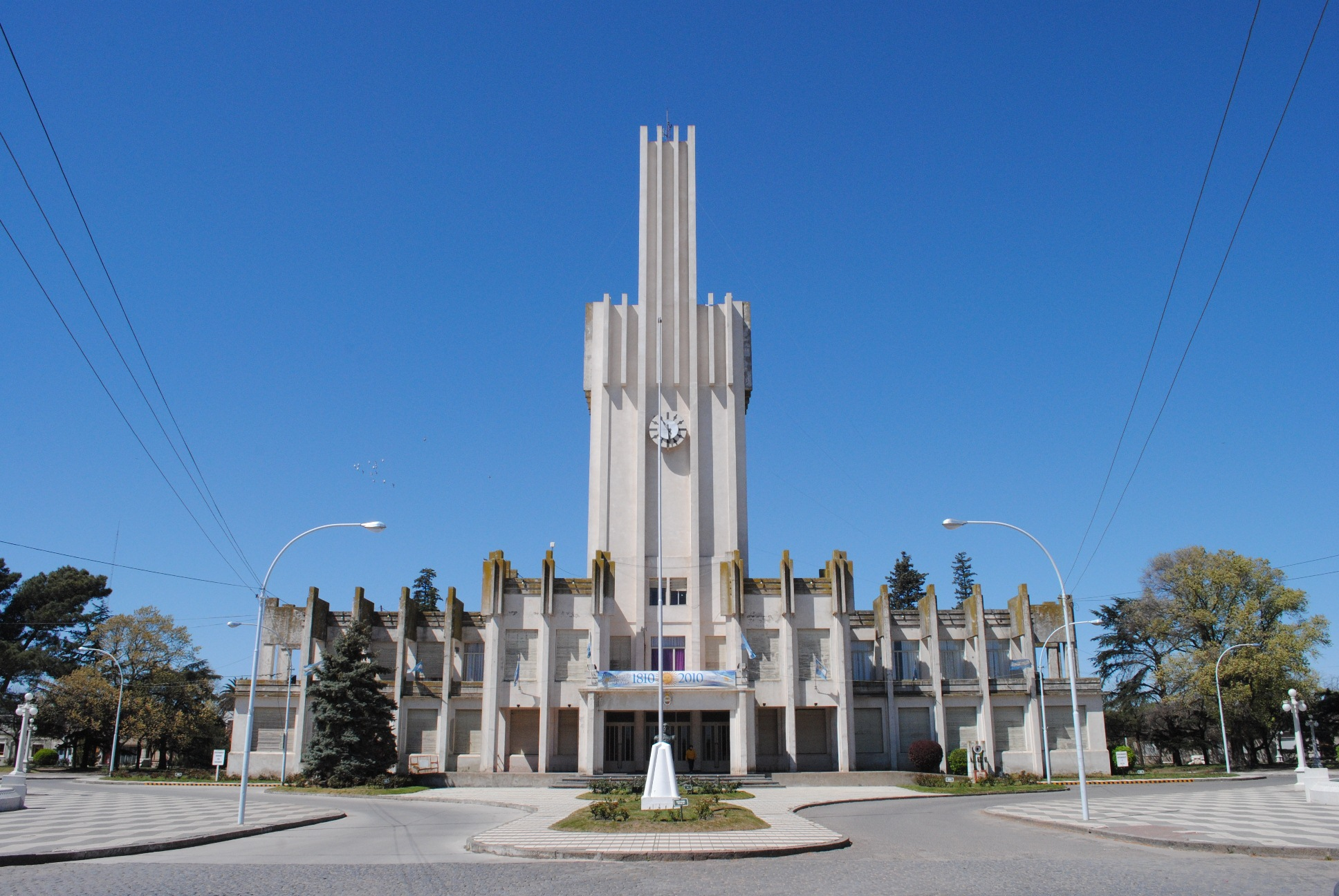
Municipalidad de Coronel Pringles
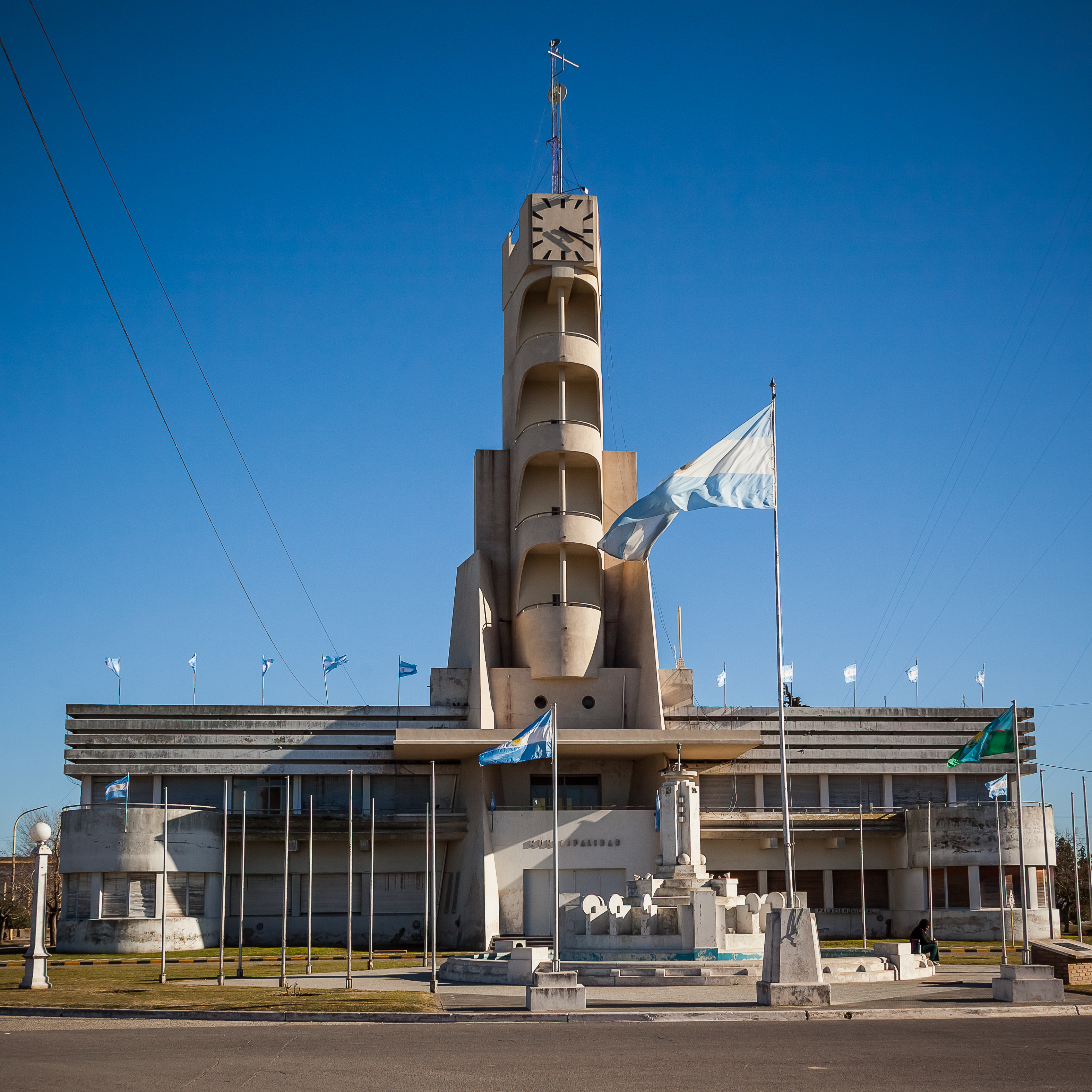
Municipalidad de Guaminí
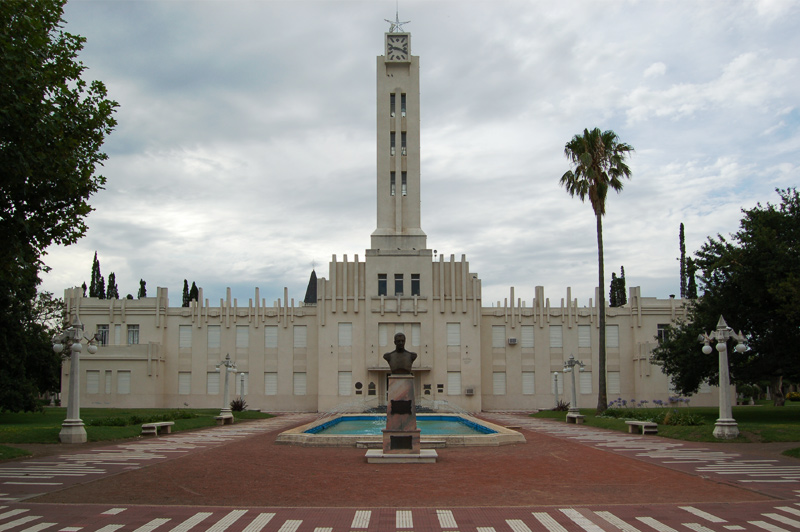
Municipalidad de Pellegrini
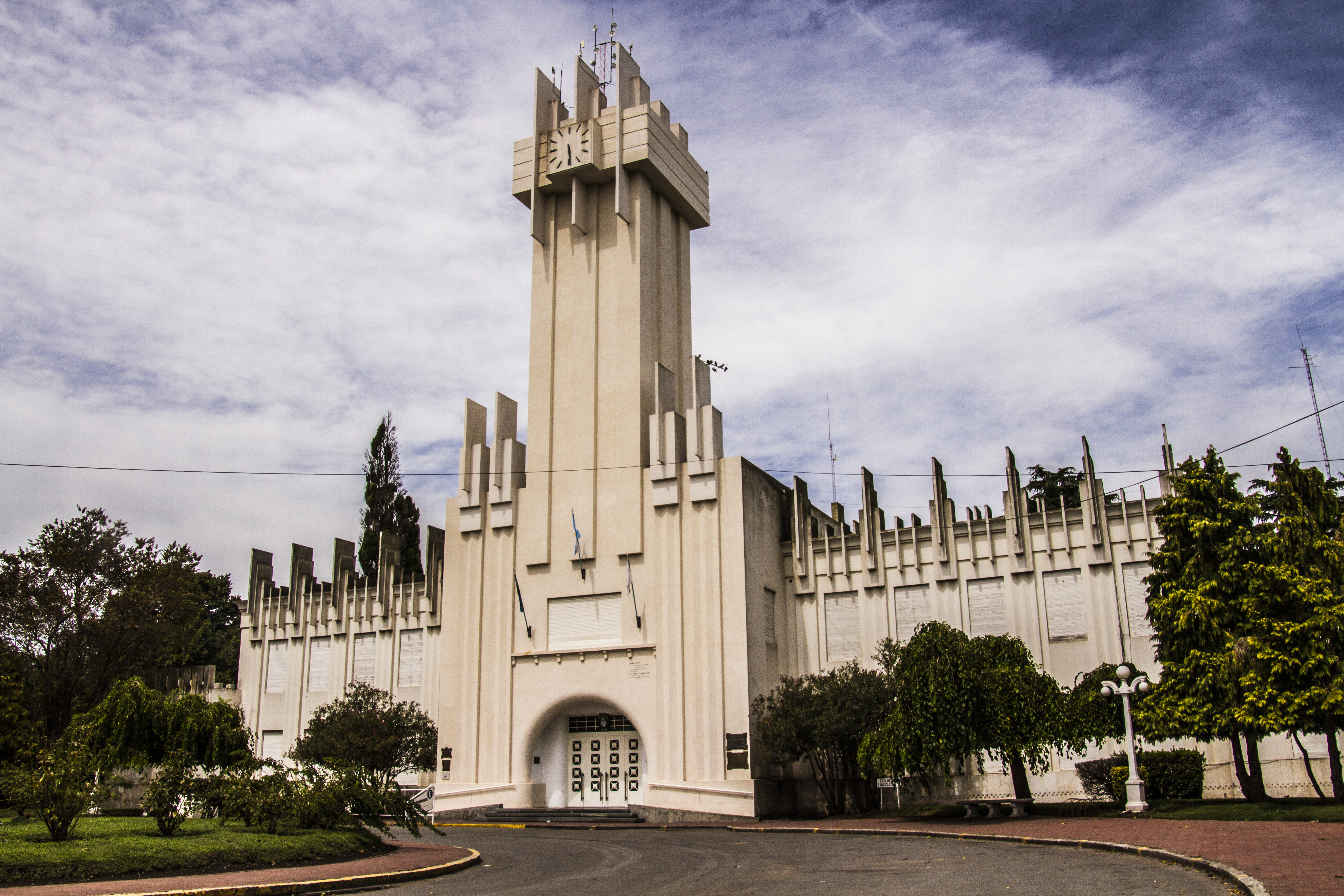
Municipalidad de Rauch
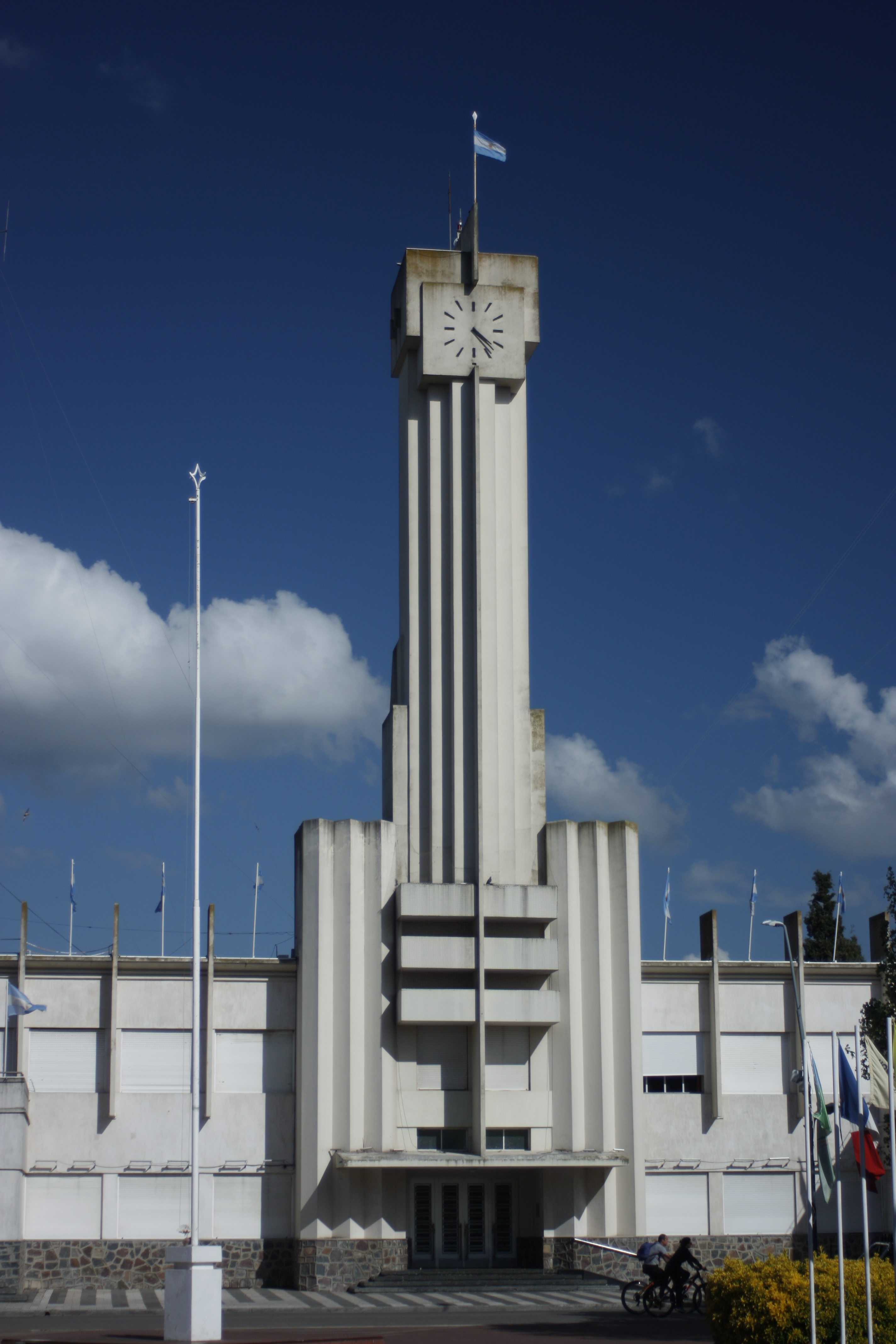
Municipalidad de Laprida
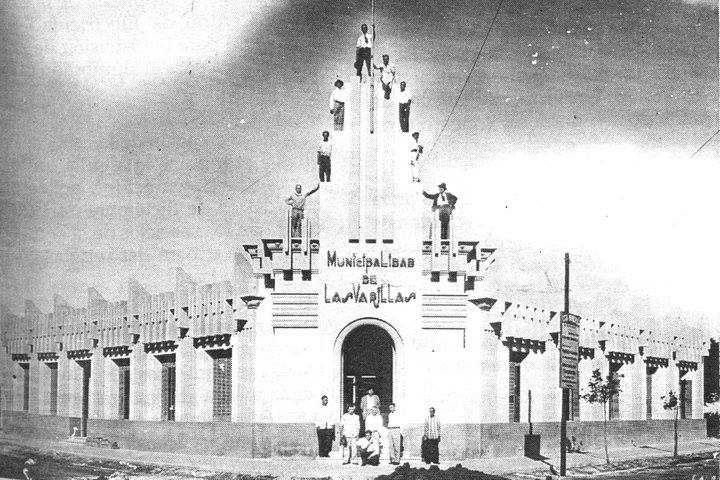
Municipalidad de Las Varillas, Córdoba.
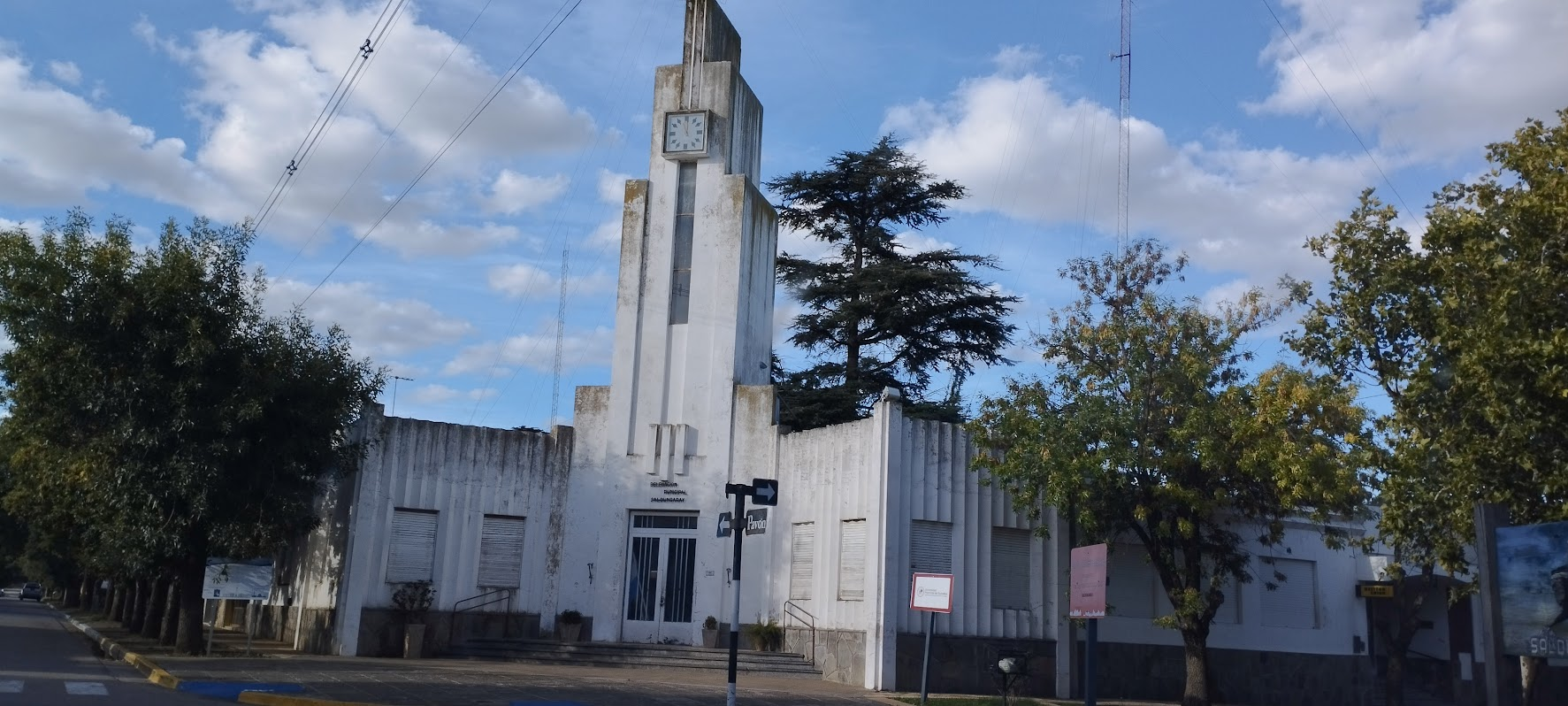
Delegacion Municipio de Tornquist. Centro Cívico Saldungaray

### Mataderos

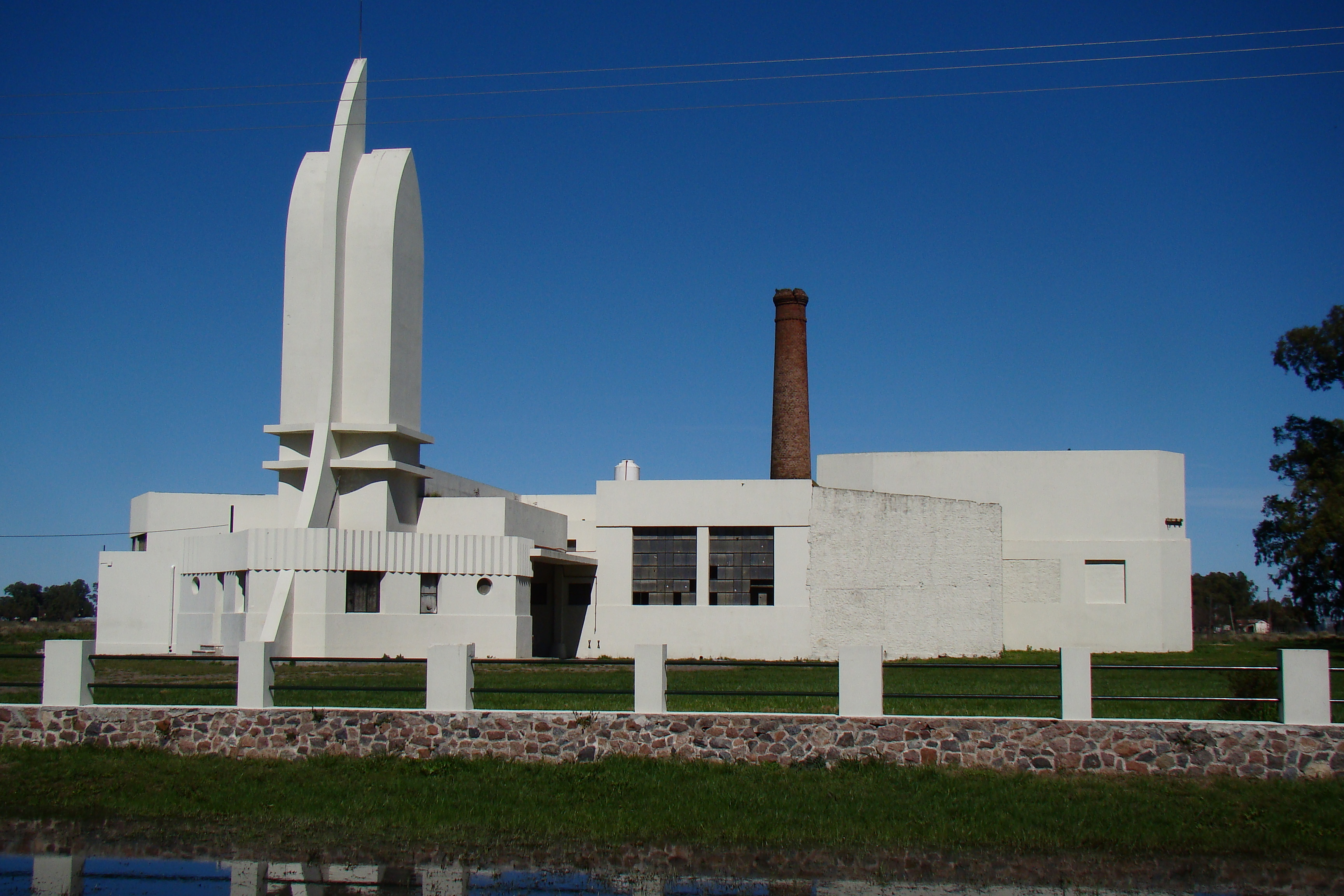
Matadero de Azul
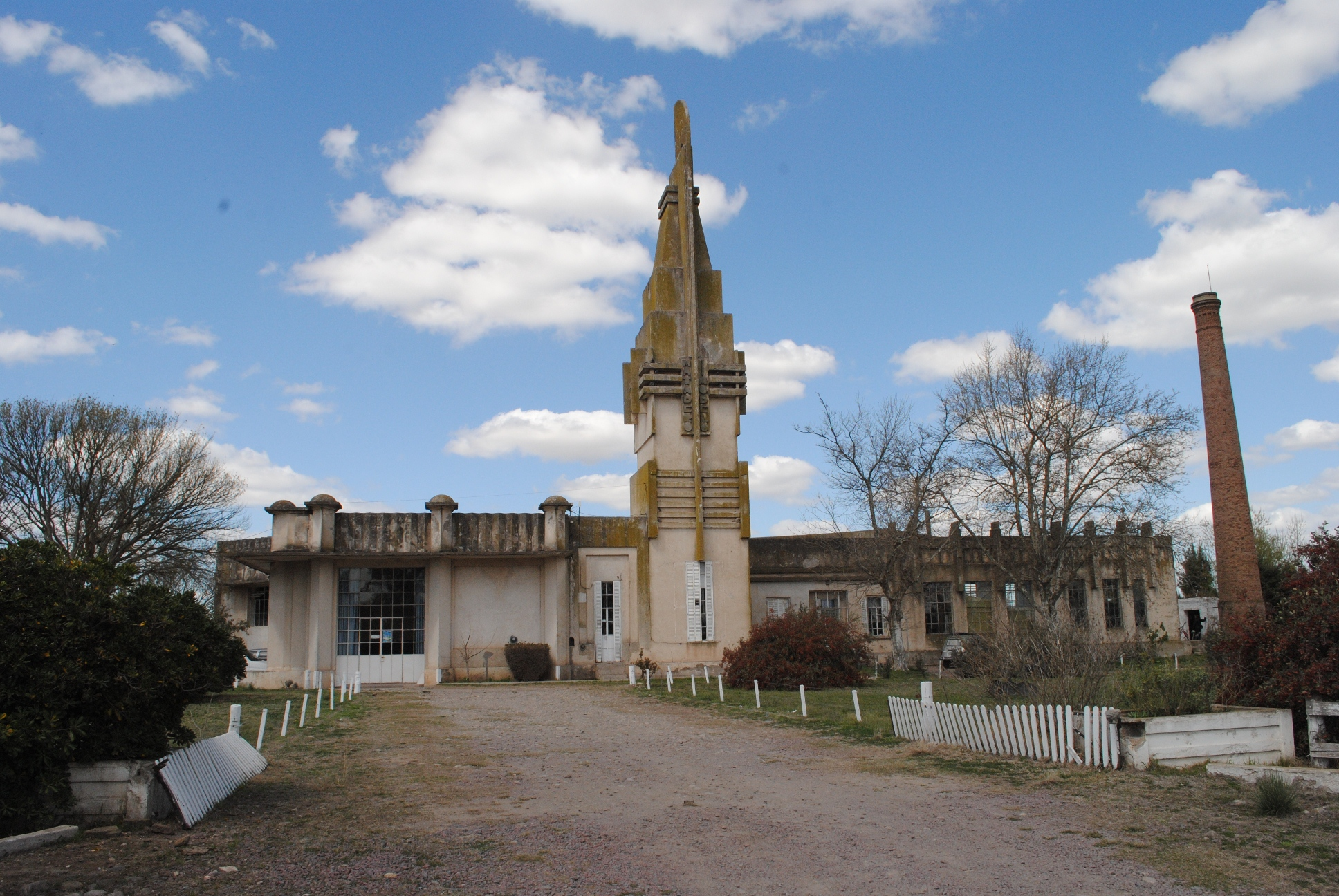
Matadero de Coronel Pringles
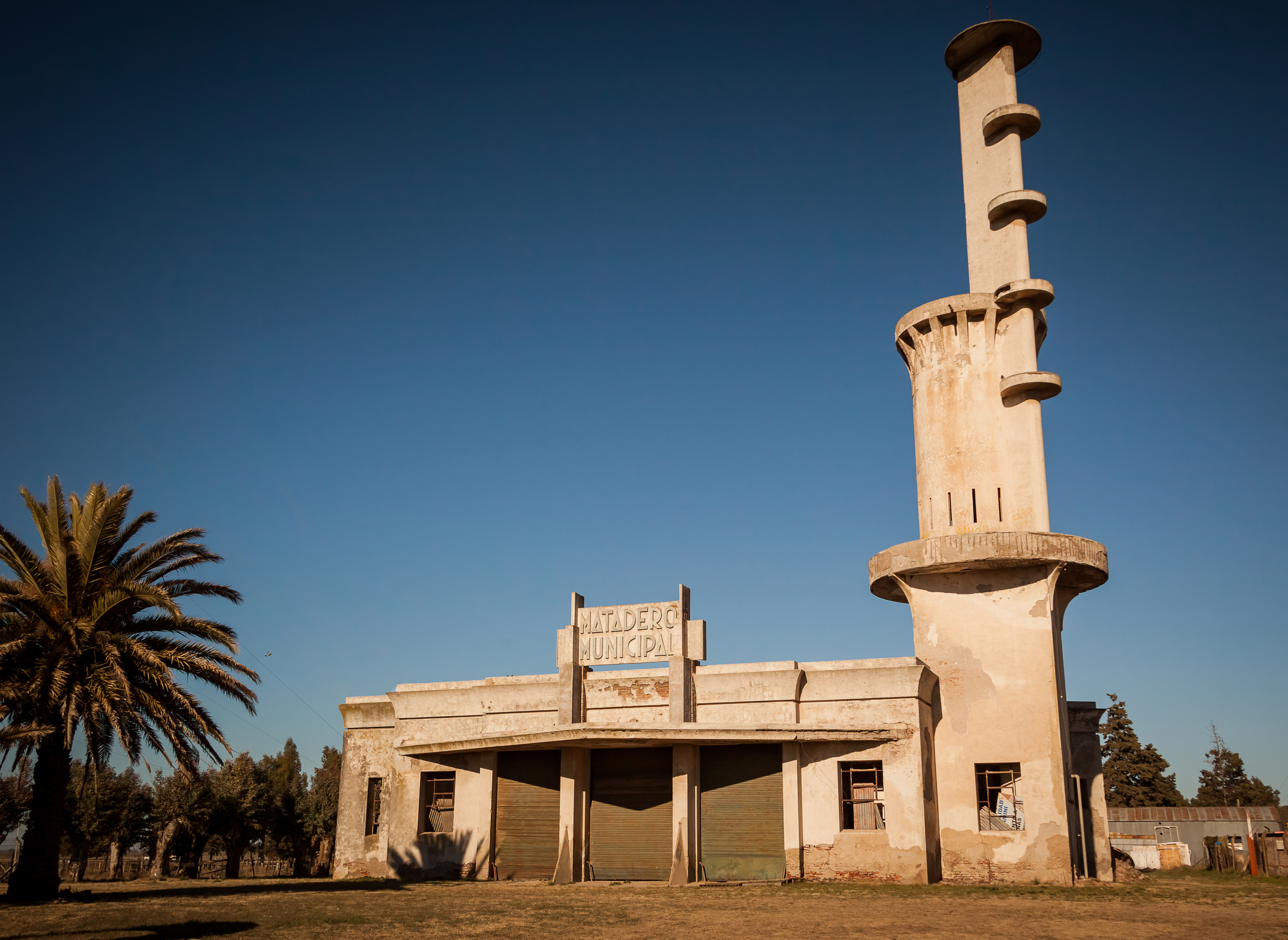
Matadero de Guaminí
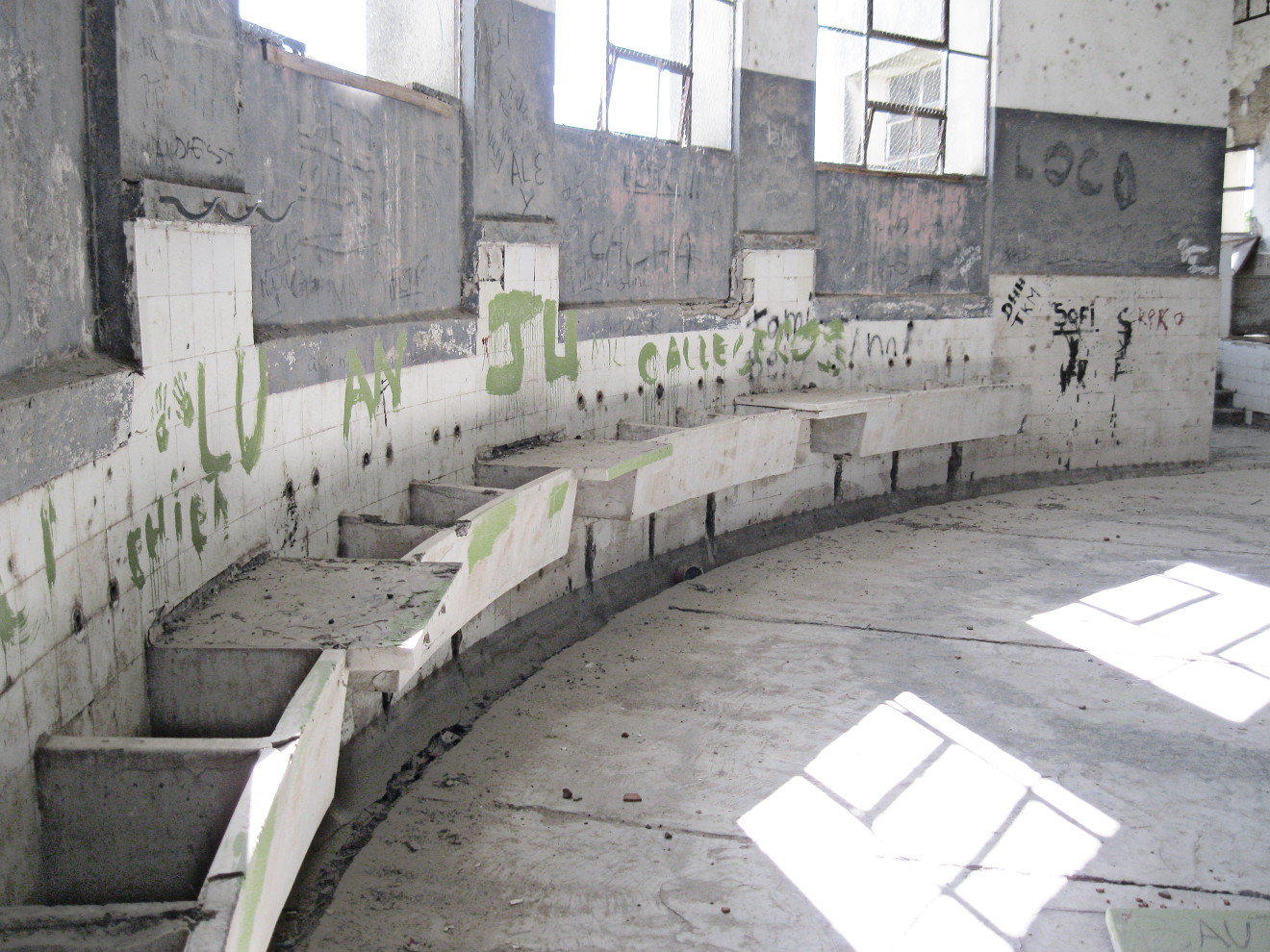
Interior del matadero de Guaminí
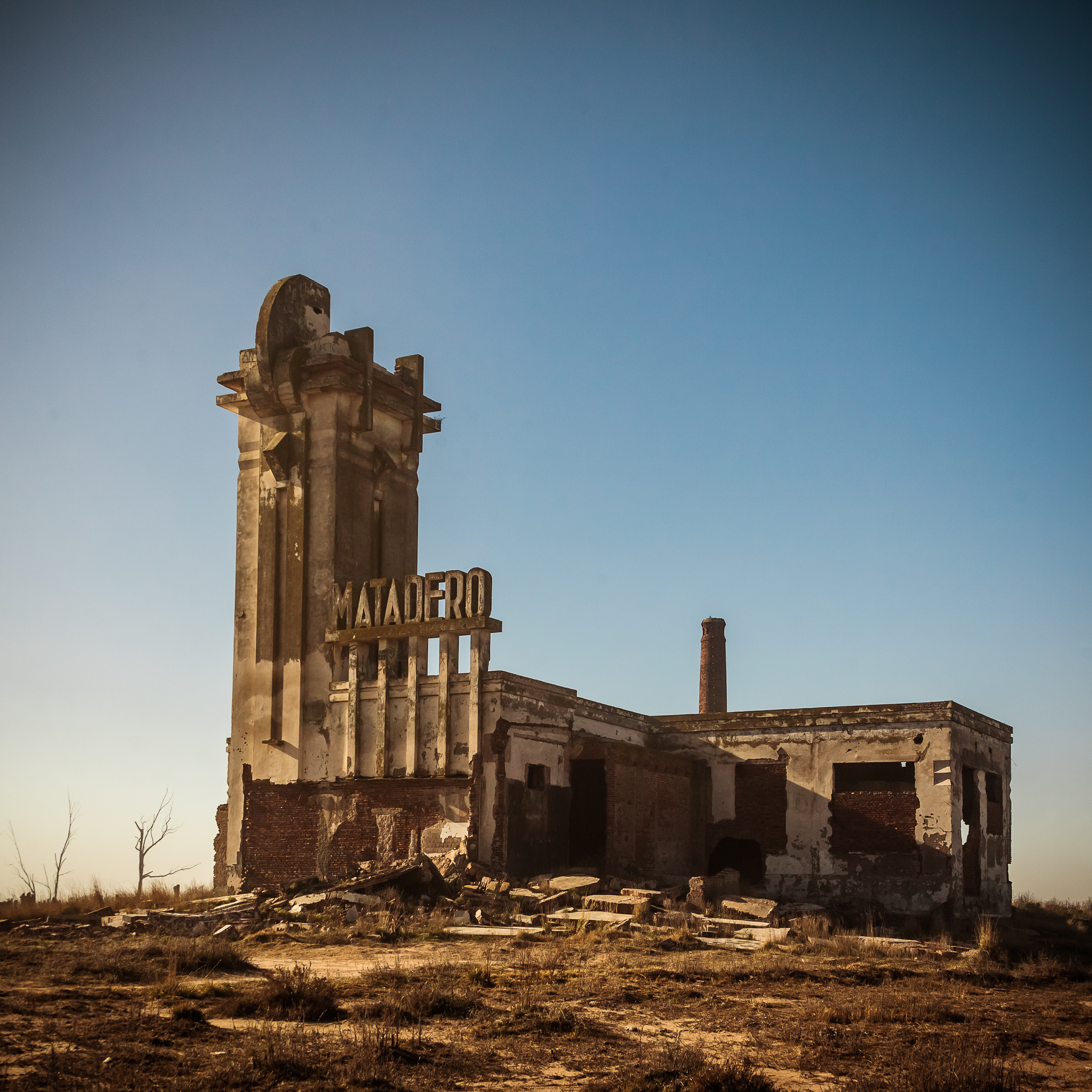
Matadero de Villa Epecuén

### Entradas de cementerios

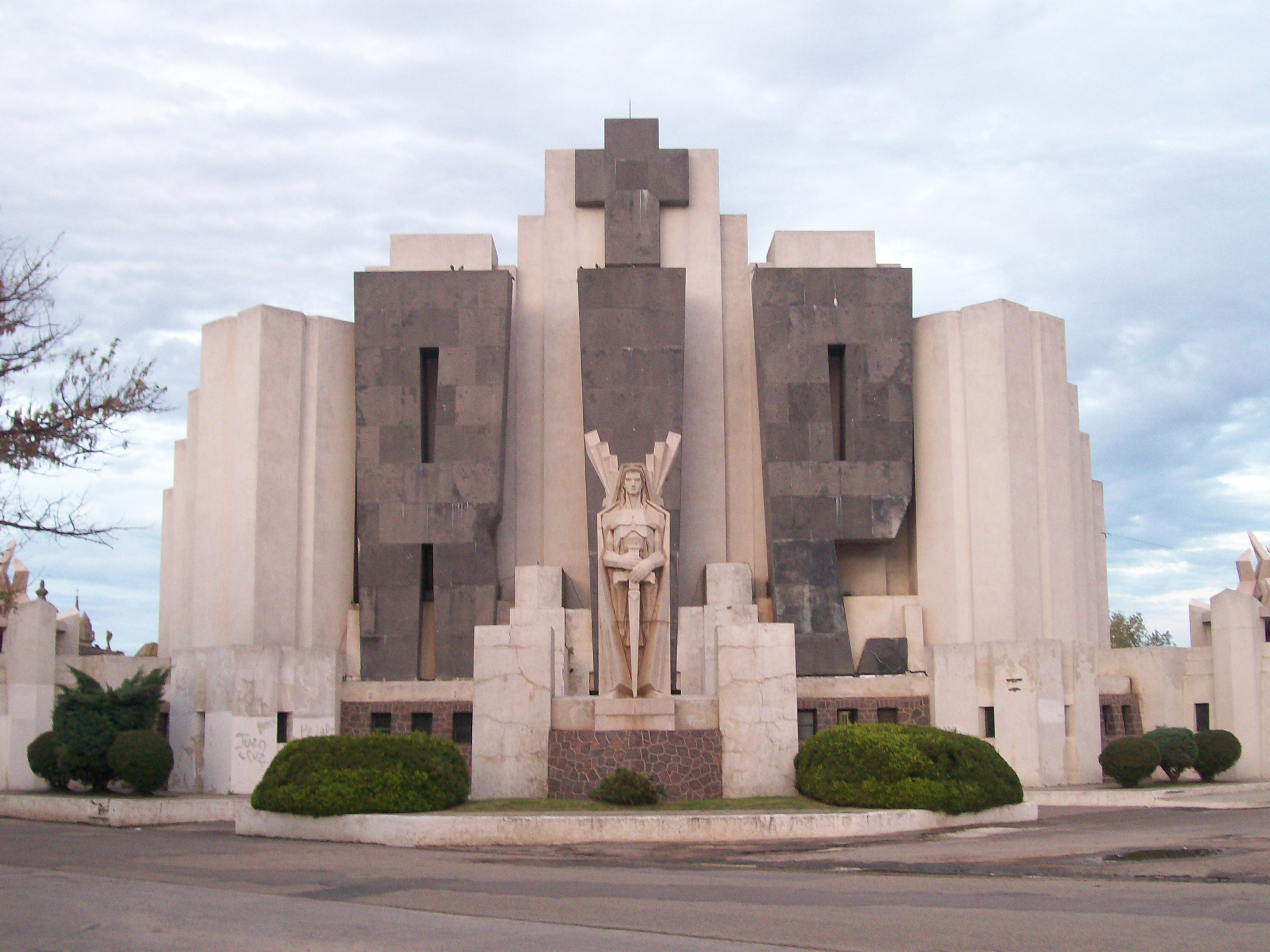
Cementerio de Azul
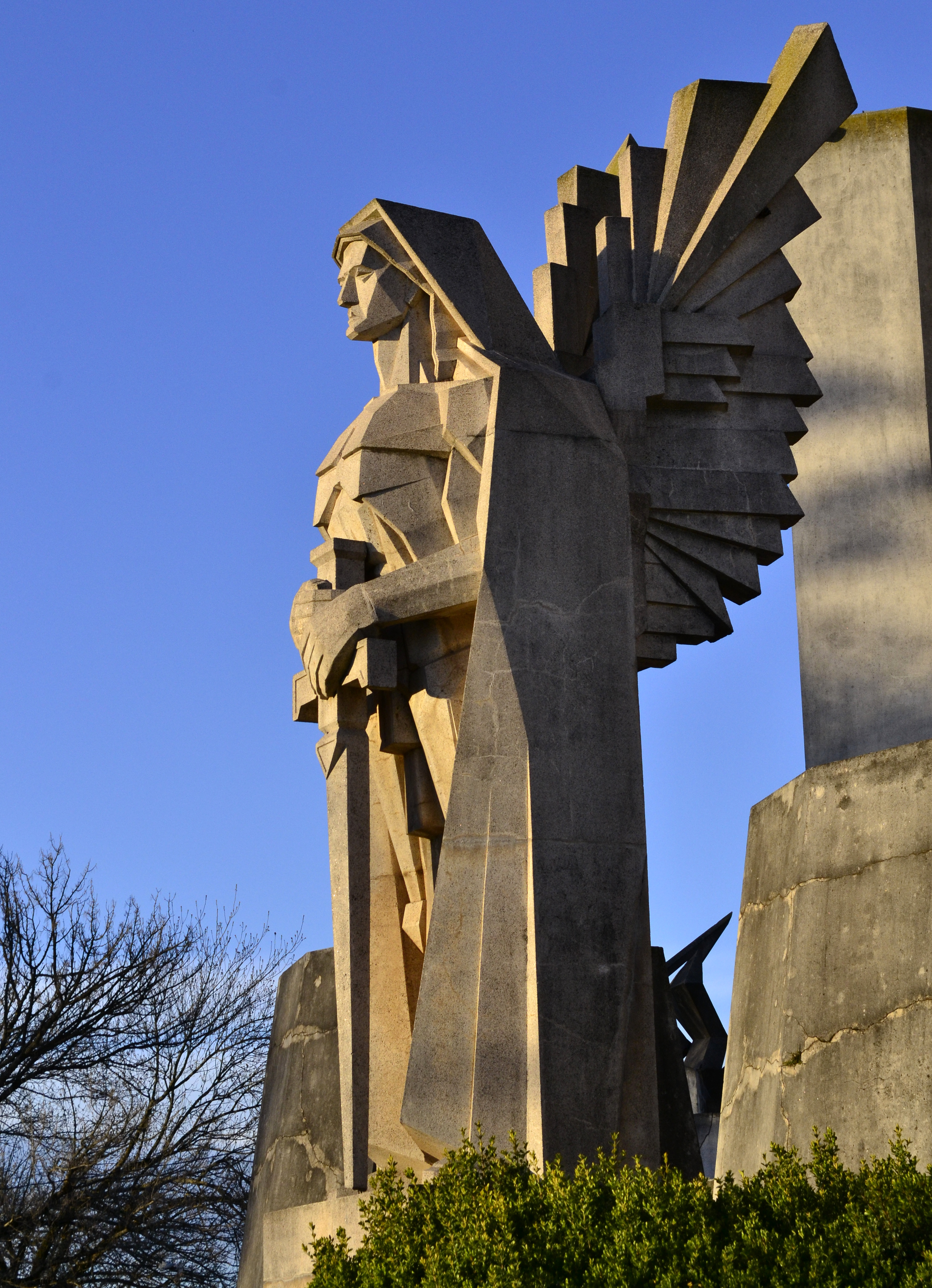
Ángel del cementerio de Azul
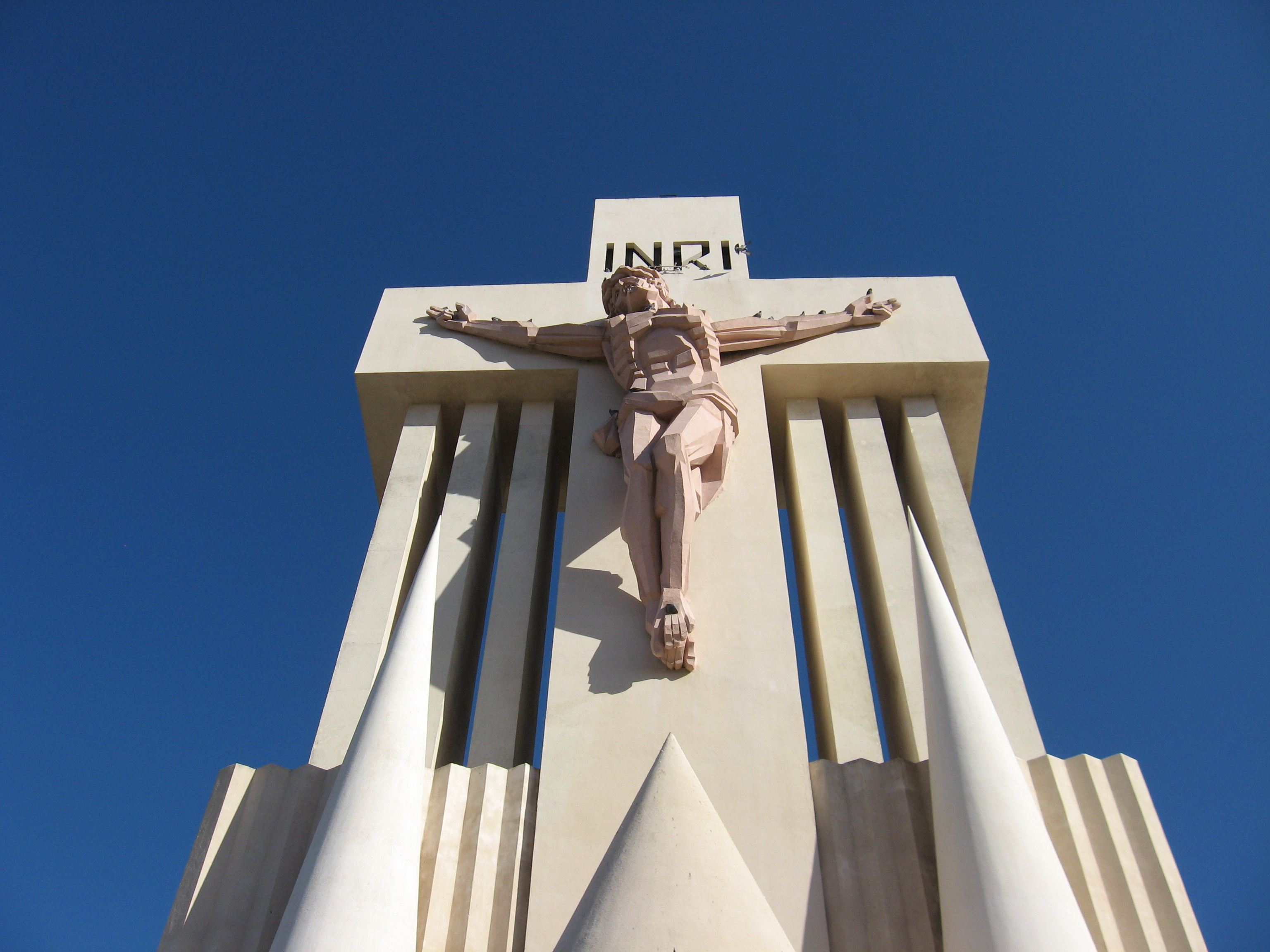
Cementerio de Laprida
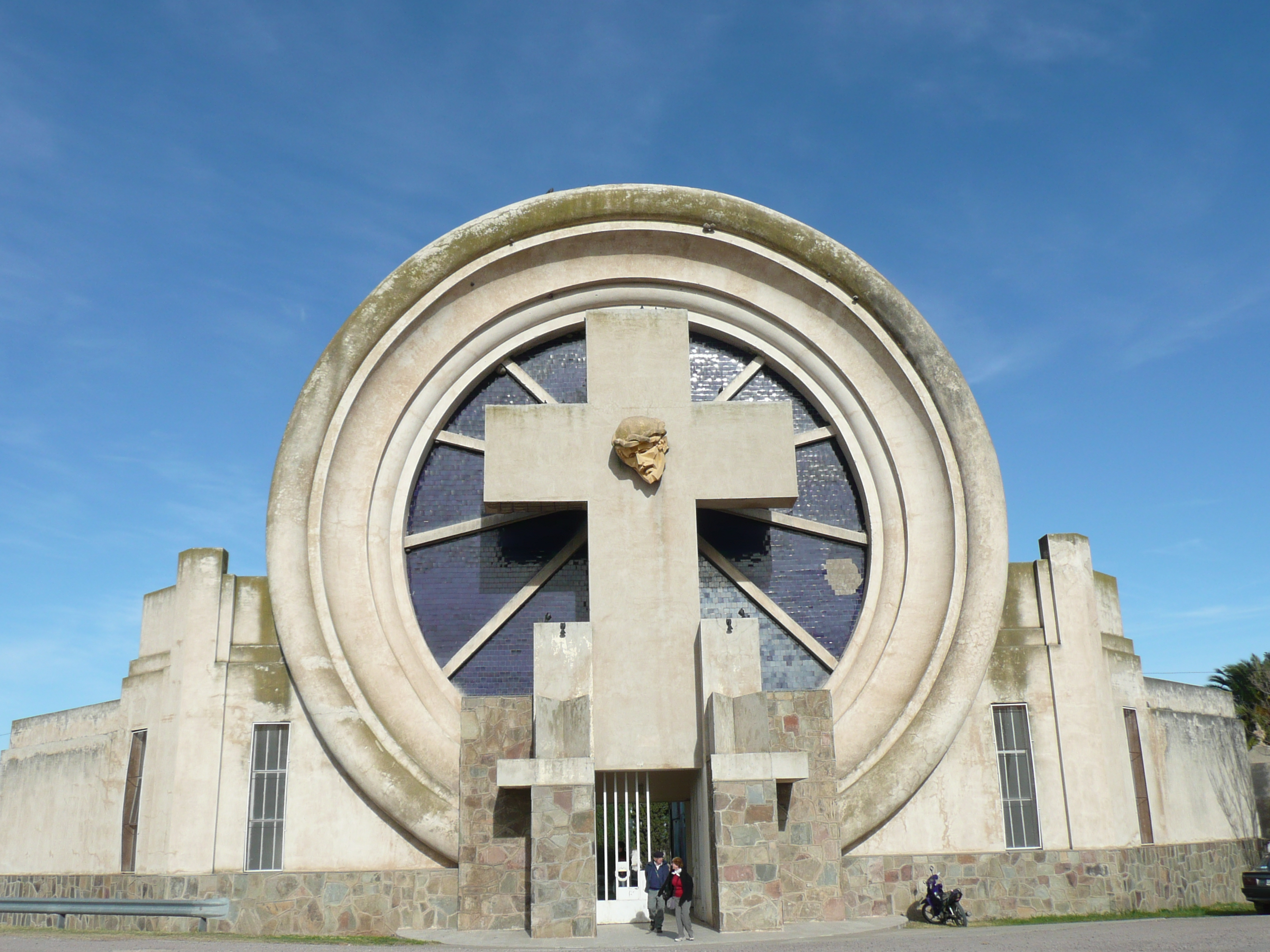
Cementerio de Saldungaray